# Malik Umar Hayat Khan
Nawab Malik Mohammed Umar Hayat Khan, född 1875, död 1944, innehavare av Order of the British Empire (GBE), Victoriaorden (LVO) och Indiska imperieorden (KCIE), var militär i brittisk tjänst och generalmajor i brittisk-indiska armén, tillika en av de största markägarna i Punjab.